# Fakse Herred
Fakse Herred var et herred i Præstø Amt. Herredet hørte oprindeligt under Tryggevælde Len der i 1662 blev ændret til Tryggevælde Amt, der blev sammenlagt med Vordingborg Amt i 1750 , indtil det i 1803 (i henhold til reformen i 1793) blev en del af Præstø Amt.
I herredet ligger følgende sogne:
- Alslev Sogn
- Faxe Sogn
- Hylleholt Sogn
- Karise Sogn
- Kongsted Sogn
- Roholte Sogn
- Spjellerup Sogn
- Sønder Dalby Sogn
- Tureby Sogn
- Ulse Sogn
- Vemmetofte Sogn
- Øster Egede Sogn